# Mitropapokal 1933
Der Mitropapokal 1933 war die 7. Auflage des internationalen Cupwettbewerbs für Vereinsmannschaften des mitteleuropäischen Fußballs. Es nahmen die besten Mannschaften Österreichs, Ungarn, der Tschechoslowakei und Italiens teil. Es handelte sich zumeist um die Meister und Cupsieger der jeweiligen Länder. Die Teilnehmer spielten im reinen Pokalmodus mit Hin- und Rückspielen im wichtigsten kontinentalen Fußballwettbewerb in der Zeit vor dem Zweiten Weltkrieg. Bei Gleichstand nach zwei Spielen wurde ein Entscheidungsspiel durchgeführt. Alle acht Vereine starteten in der Vorrunde beziehungsweise im Viertelfinale. Der Titelverteidiger AGC Bologna konnte sich überraschend nicht auf nationaler Ebene zur Teilnahme qualifizieren.
Das Finale fand innerhalb einer Woche am 3. und 8. September 1933 in Mailand und Wien statt. Es qualifizierten sich der italienische Verein AS Ambrosiana Inter Mailand sowie der österreichische Klub FK Austria Wien. Zu Hause konnten die Mailänder im Finalhinspiel mit 2:1 gewinnen, unterlagen allerdings im Rückspiel der Wiener Austria 1:3, sodass die Siegertrophäe bereits zum dritten Mal von einem Wiener Klub gewonnen wurde. Torschützenkönig wurden dieses Mal gleich vier Spieler, die allesamt fünf Treffer erzielten. Es handelte sich dabei um Raimundo Orsi von Juventus Turin und František Kloz von Sparta Prag, die ihre Tore in vier Spielen erzielten und um Matthias Sindelar von der Siegermannschaft und Giuseppe Meazza vom Finalisten aus Mailand, die je sechs Spiele benötigten.

## Viertelfinale
Die Hinspiele fanden am 21., 22. und zweimal am 25. Juni, die Rückspiele am 2. Juli, zweimal am 29. Juni und wieder am 2. Juli 1933 statt.
|                          | Gesamt |                             | Hinspiel | Rückspiel |
| ------------------------ | ------ | --------------------------- | -------- | --------- |
| Slavia Prag              | 3:4    | FK Austria Wien             | 3:1      | 0:3       |
| Újpest FC                | 04:10  | Juventus Turin              | 2:4      | 2:6       |
| Hungária FC MTK Budapest | 3:5    | Sparta Prag                 | 2:3      | 1:2       |
| First Vienna FC          | 1:4    | AS Ambrosiana Inter Mailand | 1:0      | 0:4       |

## Halbfinale
Die Hinspiele fanden am 9. Juli, die Rückspiele am 16. Juli 1933 statt.
|                             | Gesamt |                | Hinspiel | Rückspiel |
| --------------------------- | ------ | -------------- | -------- | --------- |
| FK Austria Wien             | 4:1    | Juventus Turin | 3:0      | 1:1       |
| AS Ambrosiana Inter Mailand | 6:3    | Sparta Prag    | 4:1      | 2:2       |

## Finale

### Hinspiel
| AS Ambrosiana Inter Mailand                 | AS Ambrosiana Inter Mailand | FK Austria Wien | FK Austria Wien |
| ------------------------------------------- | --- | --- | --------------- |
| AS Ambrosiana Inter Mailand                 | \| 3. September 1933 in Mailand (Arena Civica) \| \| Ergebnis: 2:1 (2:0) \| \| Zuschauer: 35.000 \| \| Schiedsrichter: Frigyes Klug ( Ungarn) \|                                                                                           | \| 3. September 1933 in Mailand (Arena Civica) \| \| Ergebnis: 2:1 (2:0) \| \| Zuschauer: 35.000 \| \| Schiedsrichter: Frigyes Klug ( Ungarn) \|                                               | FK Austria Wien |
| AS Ambrosiana Inter Mailand                 | Carlo Ceresoli – Paolo Agosteo, Luigi Allemandi – Alfredo Pitto, Ricardo Faccio, Armando Castellazzi – Francesco Frione, Renato De Manzano, Giuseppe Meazza , Attilio Demaría, Virgilio Felice Levratto Cheftrainer: Árpád Weisz ( Ungarn) | Johann Billich – Karl Graf, Walter Nausch – Matthias Najemnik, Johann Mock, Karl Gall – Josef Molzer, Josef Stroh, Matthias Sindelar, Camillo Jerusalem, Rudolf Viertl Cheftrainer: Josef Blum | FK Austria Wien |
| AS Ambrosiana Inter Mailand                 | 1:0 Giuseppe Meazza (40.) 2:0 Virgilio Felice Levratto (41.) | 2:1 Rudolf Viertl (77.) | FK Austria Wien |
| 3. September 1933 in Mailand (Arena Civica) | | |                 |
| Ergebnis: 2:1 (2:0)                         | | |                 |
| Zuschauer: 35.000                           | | |                 |
| Schiedsrichter: Frigyes Klug ( Ungarn)      | | |                 |

### Rückspiel
| FK Austria Wien                                      | FK Austria Wien | AS Ambrosiana Inter Mailand | AS Ambrosiana Inter Mailand |
| ---------------------------------------------------- | --- | --- | --------------------------- |
| FK Austria Wien                                      | \| 8. September 1933 in Wien (Praterstadion) \| \| Ergebnis: 3:1 (1:0) \| \| Zuschauer: 58.000 Zuschauer[1] \| \| Schiedsrichter: František Cejnar ( Tschechoslowakei) \|                        | \| 8. September 1933 in Wien (Praterstadion) \| \| Ergebnis: 3:1 (1:0) \| \| Zuschauer: 58.000 Zuschauer[1] \| \| Schiedsrichter: František Cejnar ( Tschechoslowakei) \|                                                       | AS Ambrosiana Inter Mailand |
| FK Austria Wien                                      | Johann Billich – Karl Graf, Walter Nausch – Matthias Najemnik, Johann Mock, Karl Adamek – Josef Molzer, Josef Stroh, Matthias Sindelar, Camillo Jerusalem, Rudolf Viertl Cheftrainer: Josef Blum | Carlo Ceresoli – Paolo Agosteo, Luigi Allemandi – Alfredo Pitto, Giuseppe Viani, Ricardo Faccio – Francesco Frione, Pietro Serantoni, Giuseppe Meazza , Armando Castellazzi, Attilio Demaría Cheftrainer: Árpád Weisz ( Ungarn) | AS Ambrosiana Inter Mailand |
| FK Austria Wien                                      | 1:0 Matthias Sindelar (45., Elfm.) 2:0 Matthias Sindelar (80.) 3:1 Matthias Sindelar (88.) | 2:1 Giuseppe Meazza (85.) | AS Ambrosiana Inter Mailand |
| FK Austria Wien                                      | Platzverweise: Attilio Demaría (75.), Luigi Allemandi (77.) | | AS Ambrosiana Inter Mailand |
| 8. September 1933 in Wien (Praterstadion)            | | |                             |
| Ergebnis: 3:1 (1:0)                                  | | |                             |
| Zuschauer: 58.000 Zuschauer                          | | |                             |
| Schiedsrichter: František Cejnar ( Tschechoslowakei) | | |                             |

1. ↑  Zuschauerrekord des Mitropapokals gemeinsam mit dem Final-Rückspiel 1936

## Beste Torschützen
| Rang | Spieler           | Klub                        | Tore |
| ---- | ----------------- | --------------------------- | ---- |
| 1    | Raimundo Orsi     | Juventus Turin              | 5    |
|      | František Kloz    | Sparta Prag                 | 5    |
|      | Giuseppe Meazza   | AS Ambrosiana Inter Mailand | 5    |
|      | Matthias Sindelar | FK Austria Wien             | 5    |
| 5    | Attilio Demaría   | AS Ambrosiana Inter Mailand | 4    |
|      | Rudolf Viertl     | FK Austria Wien             | 4    |
| 7    | Giovanni Varglien | Juventus Turin              | 3    |